# ドン・カウィー (サッカー選手)
ドナルド・マカロック・カウィー（英語: Donald McCulloch Cowie、1983年2月15日 - ）は、スコットランドの元サッカー選手、現サッカー指導者。元スコットランド代表。選手時代のポジションはMF。

## クラブ歴
インヴァネスに生まれ、ディングウォール・アカデミーに通いロス・カウンティFCの下部組織で主将を務めた。後にスコティッシュ・フットボールリーグ・ファーストディビジョン所属のトップチームに昇格。2007年1月30日にハイランド・ダービーの相手となるインヴァネス・カレドニアン・シッスルFCに同年7月1日から加入する仮契約に合意した。
スコティッシュ・プレミアリーグ所属のインヴァネス・カレドニアン・シッスルでも移籍後初シーズンから結果を残した。
2009年夏にフットボールリーグ・チャンピオンシップ所属のワトフォードFCへの移籍が同年1月29日に決まった。しかし両クラブは移籍金も含めて冬の移籍市場最終日に移籍する事で合意したため、半年早く移籍する事となった。2月14日のFAカップでリー・ウィリアムソンに代わって途中出場し選手初出場。17日にフットボールリーグ・チャンピオンシップ初出場を記録した。同月28日に異性後初得点を記録した。

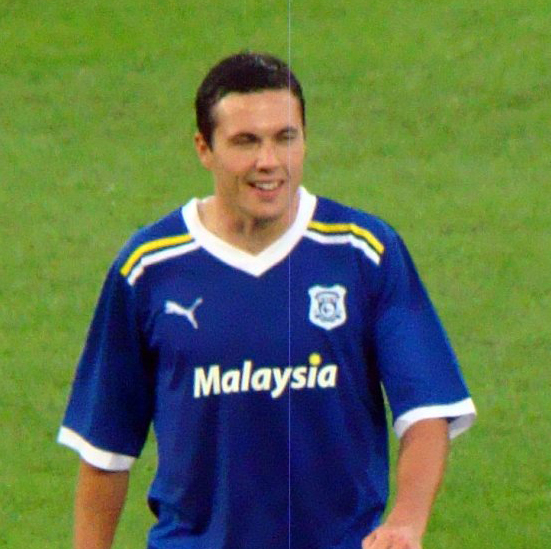
2011年、カーディフ・シティFC時代

2011年7月1日、同じくフットボールリーグ・チャンピオンシップ所属のカーディフ・シティFCに3年契約で移籍。ともにカーディフ・シティへと移ったマーキー・マッケイ監督がワトフォードとの契約延長をしないように説得していたために移籍金はかからなかった。開幕節で移籍後初出場を記録。移籍後初得点は8月23日のフットボールリーグカップで2得点をあげた。リーグ戦では9月17日に移籍後初得点を記録した。同シーズンのフットボールリーグカップ準決勝が自身の400試合出場となり、この試合を勝利で終えた事で決勝進出、プレミアリーグのリヴァプールFC相手にPK戦に縺れ込み勝利した事でタイトルも獲得した。翌シーズンも25試合に出場しクラブのプレミアリーグ昇格に貢献したが、1シーズンで降格した。彼はオーレ・グンナー・スールシャール新監督から契約延長を持ちかけられたが、退団する事に決めた。
2014年7月にマッケイ監督についていく形でウィガン・アスレティックFCに移籍した。
2016年初めにハート・オブ・ミドロシアンFCに2年半契約で加入した。2017年8月に1年の契約延長をした。
2018年8月に古巣のロス・カウンティに復帰。2020年6月に引退、そのままロス・カウンティのコーチに就任した。

## 代表歴
2009年10月7日にスコットランド代表に初招集。10月10日の日本代表戦で代表初出場を記録した。公式戦初先発となったのは2011年9月6日のUEFA EURO 2012予選・グループIのリトアニア代表戦であった。

## 家族
父のドン・カウィー・シニアもロス・カウンティに所属したサッカー選手。妻のシェリー・カウィーもサッカースコットランド女子代表。シェリーの双子であるスーザン・ウィンターズもスコットランド代表で、サッカー選手のデイヴィッド・ウィンターズと結婚している。